# Karl-Theodor Sturm
Karl-Theodor "Theo" Sturm (7 de novembro de 1960) é um matemático alemão. Trabalha com análise estocástica.

## Vida e trabalho
Após obter o abitur no Platen-Gymnasium Ansbach em 1980, Sturm começou a estudar matemática e física na Universidade de Erlangen-Nuremberg, onde graduou-se em 1986 com diploma em matemática e com o exame estadual em matemática e física. Em 1989 obteve um doutorado com a tese "Perturbation of Hunt processes by signed additive functionals", orientado por Heinz Bauer, recebendo a habilitação em 1993. Posições de visitante e pesquisador o levaram para as universidades de Stanford, Zurique e Bonn bem como ao Instituto Max Planck de Matemática nas Ciências em Leipzig. Em 1994 recebeu uma bolsa Heisenberg da Deutsche Forschungsgemeinschaft (DFG). É desde 1997 professor de matemática da Universidade de Bonn. 
Em 2016 recebeu uma bolsa do Agência Executiva do Conselho Europeu de Investigação por seu projeto de pesquisa "Metric measure spaces and Ricci curvature – analytic, geometric, and probabilistic challenges".

## Publicações selecionadas
- Sturm, K.-T. Super-Ricci flows for metric measure spaces. I, (2016) arXiv:1603.02193.
- Erbar, M., Kuwada, K., and Sturm, K.-T. On the equivalence of the Entropic curvature-dimension condition and Bochner’s inequality on metric measure spaces, (2013) arXiv:1303.4382.
- Sturm, K.-T. The space of spaces: curvature bounds and gradient flows on the space of metric measure spaces, (2012) arXiv:1208.0434.
- Huesmann, M., and Sturm, K.-T. Optimal transport from Lebesgue to Poisson. The Annals of Probability 41, 4 (2013), 2426–2478.
- Ohta, S.-I., and Sturm, K.-T. Non-contraction of heat flow on Minkowski spaces. Archive for Rational Mechanics and Analysis 204, 3 (2012), 917-944.
- Von Renesse, M.-K., and Sturm, K.-T. Entropic measure and Wasserstein diffusion. The Annals of Probability 37, 3 (2009), 1114-1191.
- Sturm, K.-T. On the geometry of metric measure spaces II. Acta Mathematica 196, 1 (2006), 133-177.
- Sturm, K.-T. On the geometry of metric measure spaces. Acta Mathematica 196, 1 (2006), 65-131.
- Von Renesse, M.-K., and Sturm, K.-T. Transport inequalities, gradient estimates, entropy and Ricci curvature. Communications on Pure and Applied Mathematics 58, 7 (2005), 923-940.
- Sturm, K.-T. Analysis on local Dirichlet spaces – III. Journal de Mathématiques Pures et Appliquées 75 (1996), 273-297.
- Sturm, K.-T. Analysis on local Dirichlet spaces – II. Osaka Journal of Mathematics 32 (1995), 275-312.
- Sturm, K.-T. Analysis on local Dirichlet spaces – I. Journal für die reine und angewandte Mathematik 456 (1994), 173-196.